# Lontra
A Lontra az emlősök (Mammalia) osztályának ragadozók (Carnivora) rendjébe, ezen belül a menyétfélék (Mustelidae) családjába tartozó nem.

## Tudnivalók
Korábban a Lontra-fajokat a Lutra (Brünnich, 1771) nembe sorolták be, de később új önálló nemet alakítottak ki ez újvilági vidráknak.
Az összes faj ebből a nemből Amerikában fordul elő. A kanadai vidra kivételével, amely Észak-Amerikában él, az összes többi faj Közép- és Dél-Amerikában található meg.
Ezek a fajok hasonlítanak a Lutra fajokhoz, és méretük is hasonló, koponyájuk és fogaik azonban eltérőek. Bundájuk felül barna, hasuk világosbarna vagy szürkés. Pofájuk és torkuk fehér vagy világosszürke lehet. Testük, mint általában a vidráknál, hosszúkás és hengeres, lábaik rövidek és úszóhártyásak. Farkuk hosszú és izmos, fejük lekerekített és tompa. Füleik kicsik és merüléskor zárhatók. Testhosszuk 46-82, farkuk 30-57 centiméter. Súlyuk 3-15 kilogramm között változik, a hímek lényegesen nehezebbek, mint a nőstények.

## Elterjedésük, élőhelyük
Szinte az egész amerikai kontinensen megtalálhatók, elterjedési területük Alaszkától a Tűzföldig terjed. Számos élőhelyen előfordulnak, de mindig víz közelében élnek. Édesvizek, például folyók és tavak mentén, mocsaras területeken, torkolatok környékén és tengerpartokon élnek. Egyik fajuk, a parti vidra csak tengerpartokon él, míg a többi faj kevésbé válogat az élőhelyek között.

## Életmódjuk
Főként alkonyatkor vagy éjszaka aktívak, de néha nappal is vadásznak. Pihenőhelyük saját maguk által ásott vagy más állatoktól átvett odúk, a partokon pedig hasadékokat, kis barlangokat is használnak. Kiváló úszók, akár 8 percig is képesek a víz alatt maradni, de emellett ügyesen és gyorsan mozognak a szárazföldön is. Főként magányosan élnek, állandó kapcsolat csak a nőstényeknél és kölykeiknél fordul elő. A Lontra fajok territoriálisak, revírjeik mintegy 10-80 kilométeren terülnek el. Területeik határait vizelettel, széklettel vagy anális mirigyeik váladékával jelölik. Bár területeik átfedhetik egymást, az állatok elkerülik egymás közelségét, és meglehetősen agresszívan reagálhatnak a fajtársaikra.
Elsősorban vízi állatokkal táplálkoznak, mint például a halak, kétéltűek, teknősök és más hüllők, rákok. Néha madarakat és tojásaikat, kisemlősöket vagy rovarokat is esznek. Gyors anyagcseréjük miatt sokat kell enniük.
Körülbelül 60-63 napos vemhesség után a nőstény átlagosan két-három kölyköt hoz világra. Az újszülött vidrák odúban vagy természetes üregben nevelkednek, amelyet két hónapos korukban hagynak el először. Öt-hat hónap után elválasztják őket, és nem sokkal azelőtt hagyják el anyjukat, hogy az a következő utódait világra hozná. A várható élettartamuk vadon 14 év, fogságban pedig akár 25 év.

## Rendszerezés
A nembe az alábbi 4 faj tartozik:
- kanadai vidra (Lontra canadensis) Schreber, 1777
- parti vidra (Lontra felina) Molina, 1782
- hosszúfarkú vidra (Lontra longicaudis) Olfers, 1818
- déli vidra (Lontra provocax) Thomas, 1908